# Monument à Karl Marx
Le monument à Karl Marx (en allemand: Karl-Marx-Monument) est une tête stylisée de Karl Marx de 7,10 m de haut, située à Chemnitz, en Allemagne. La sculpture robuste, avec sa plate-forme de base, mesure plus de 13 mètres de haut et pèse environ 40 tonnes. Sur un mur juste derrière le monument, la phrase « Prolétaires de tous les pays, unissez-vous ! » (tirée du Manifeste communiste) est inscrite en quatre langues : allemand, anglais, français et russe.
C'est le monument le plus célèbre du centre-ville de Chemnitz, où il a gagné le surnom de « Nischel », qui est dérivé du terme moyen allemand oriental pour tête ou crâne.

## Histoire
Après avoir rebaptisé la ville de Chemnitz et le district en Karl-Marx-Stadt le 10 mai 1953 pour l'année Karl Marx, le gouvernement est-allemand décide d'honorer l'homonyme de la ville et engage un sculpteur soviétique, Lev Kerbel, pour concevoir un monument.
Le monument a été coulé en bronze dans la fonderie d'art « Monument Skulptura » de Leningrad, puis décomposé en 95 pièces. A Karl-Marx-Stadt, ces pièces devaient être ressoudées, mais la technologie soviétique ne s'y prêtait pas. Il a donc été décidé de confier cette tâche à la VEB Germania. Le monument repose sur deux socles en granit Korninskij, du nom de la région minière du sud de l'Ukraine.
Le 9 octobre 1971, le monument a été inauguré devant une foule d'environ 250 000 personnes le long de la Karl-Marx-Allee (populairement appelée « Nischelgasse » (« Allée des Crânes »), aujourd'hui Brückenstraße).

## Événements ultérieurs
En tant que symbole de la ville, il servait de décor aux défilés et autres manifestations de masse pendant les vacances en République démocratique allemande. Le monument est resté intact après la réunification allemande, bien que la démolition proposée du monument ait donné lieu à un débat houleux lorsque Karl-Marx-Stadt a repris son ancien nom de Chemnitz. De nombreuses autres villes du monde ont alors fait part de leur intérêt pour l'achat du monument; des discussions ont eu lieu sur une vente à Cologne.
Jusqu'en 2007, la devise de la ville était « Stadt mit Köpfchen » (la ville avec des têtes/cerveaux), en référence au monument.

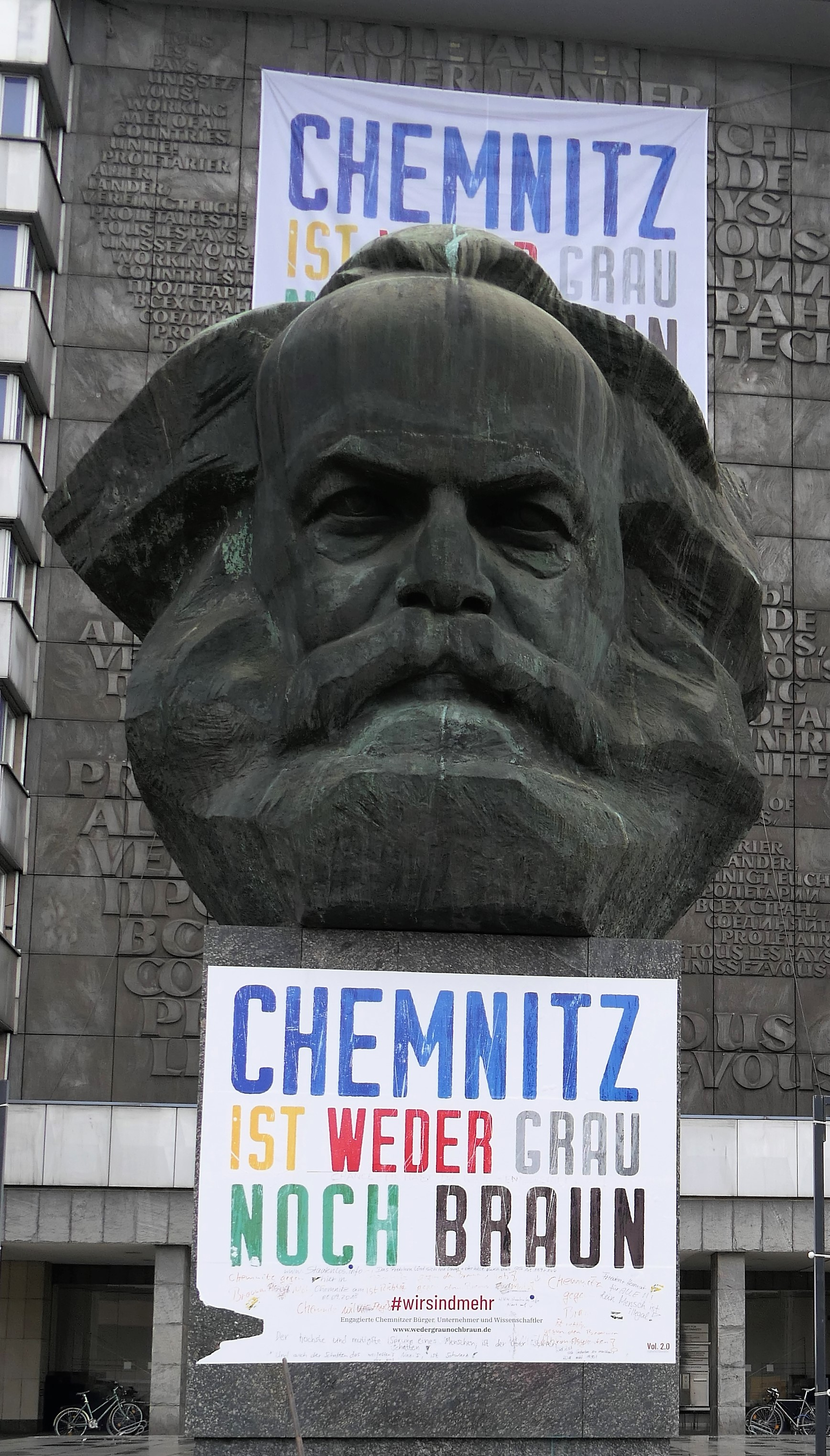
Banderoles sur le monument Karl Marx : « Chemnitz n'est ni grise ni brune » (2018)

Lors des émeutes de Chemnitz en 2018, le monument est devenu le point central des reportages médiatiques en tant que lieu de rencontre pour différents groupes politiques. Les journées de manifestations et d'affrontements se sont déroulées avec en toile de fond le monument. Finalement, en réponse aux émeutes d’extrême droite, une alliance d’action a placé des banderoles avec le slogan « Chemnitz n’est ni grise ni brune » sur le socle et sur le mur derrière le bâtiment avec les mots « Prolétaires de tous les pays, unissez-vous ! »
Dans le cadre de l'exposition d'art municipale « Présent » des Kunstsammlungen Chemnitz (collections d'art de Chemnitz) - dans le cadre de la candidature de Chemnitz au titre de Capitale européenne de la culture 2025 - plusieurs artistes se sont occupés du monument en 2020 : Olaf Nicolai a filmé un gros plan du 21 septembre à 12 heures. Le lendemain à 12 heures exactement un an plus tard, il sera présenté en première dans 17 musées à travers le monde. Le duo Anetta Mona Chişa & Lucia Tkáčová a contrasté le monument principal avec une réplique des intestins de Karl Marx, également à l'échelle 24:1. La sculpture était exposée au Schillerpark de Chemnitz jusqu'en avril 2022,,.